# Gerhard Johannes Voss
Gerhard Johannes Voss, conosciuto anche come Vòssio e con la forma latina di Vossius  (Heidelberg, 1577 – Amsterdam, 1649), è stato un teologo, filologo e storico olandese.
Durante tutta la sua carriera accademica alternò trionfi e rovesci. Dapprima, coltivò una grande reputazione di erudito  e di teologo nei Paesi Bassi, ma anche in Germania, Francia e Inghilterra. Nel 1606, Voss pubblicò la Retorica alla quale seguì l'anno successivo il suo manuale di grammatica latina . Nel 1618 fu il turno di Historia Pelagiana, volume sul quale fecero leva i suoi avversari per accusarlo di eresia e di simpatizzare per i Rimostranti.Voss fu così costretto a ritardare la pubblicazione di un anno.
A seguito del sinodo di Dordrecht (1618–1619), gli fu ritirata la cattedra per le accuse di arminianesimo. Fu qualche anno più tardi, nel 1622 che l'Università di Leida gli assegnò l'insegnamento della retorica e del greco antico; a Leida scrisse due saggi sulla storia della letteratura greca e latina  (1623–27). Nel 1629 gli venne offerta una cattedra all'Università di Cambridge, ma rifiutò.

## Opere
- Commentariorum Rhetoricorum oratoriarum institutionum Libri VI (1606)
- Dissertationes Tres de Tribus Symbolis, Apostolico, Athanasiano et Constantinopolitano (1613)
- Historia Pelagiana sive Historiae de controversies quas Pelagius ejusque reliquiae moverunt (1618)
- (LA) De rhetorices natura ac constitutione et antiquis rhetoribus, sophistis ac oratoribus liber, Lugduni Batavorum, apud Iohannem Maire, 1621.
- Gerardi Johannis Vossii Rhetorices contractæ, sive, Partitionum oratoriarum libri V (1622)
- (LA) De historicis Graecis libri quatuor, Lugduni Batavorum, apud Ioannem Maire, 1623.[2]
- De Historicis Latinis Libri III (Latijnse historici, 1627)
- Gerardi Ioh. Vossii V. CL. Theses theologicæ et historicæ de varijs doctrinæ Christianæ capitibus; quas, aliquot abhinc annis, disputandas proposuit in Academia Leidensi (1628)
- Ger. Jo. Vossii Elementa rhetorica oratoriis ejusdem partitionibus accommodata, inque usum scholarum Hollandiae & West-Frisiae emendatius edita. Editio prioribus accuratior & auctior (1631)
- (LA) De arte grammatica libri septem, Amsterdami, apud Guilielmum Blaeu, 1635.
- De Theologia Gentili (1642)
- (LA) Dissertatio gemina: una de Iesu Cristi genealogia, altera de annis, quibus natus, baptizatus, mortuus, Amsterdami, apud Ioannem Blaeu, 1643.
- Poeticarum institutionum libri tres (1647)
- Gerardi Iohannis Vossi Rhetorices contractæ, sive, Partitionvm oratoriarvm libri V (1655)
- Joh. Gerardi Vossii De philosophia et philosophorum sectis libri II (1657)
- (LA) Etymologicon linguae Latinae, Praefigitur eiusdem De literarum permutatione tractatus, Amstelodami, apud Ludovicum & Danielem Elzevirios, 1662.[3]
- Vossius in supplementum vulgaris grammatices contractus (1665)
- Gerardi Joan. Vossii et clarorum virorum ad eum epistolae, correspondentie van Gerardus Joannes Vossius (1690-1691)
- Doctissimi clarissimique Gerardi Joannis Vossii et ad eum virorum eruditione celeberrimorum epistolae quas inter centum ferme numerantur illustriss. Guil. Laud, Archiep. Cantuar. Ja. Usserii, Armachani, Edw. Pocockii, Tho. Farnabii, etc. : multi praeclara theologica, critica, historica, philosophica camplexae (1693)